# Центральный район (Челябинск)
Центра́льный райо́н (с 1935 до 1961 годы — Ста́линский район) — один из старейших внутригородских районов Челябинска. В настоящее время занимает центральную и западную часть города. Омывается Шершнёвским водохранилищем и рекой Миасс. Из территорий, относившихся к Сталинскому, а затем к Центральному району, были выделены Металлургический, Центральный и Курчатовский районы.

## Состав района
В состав района входят центральный парк культуры и отдыха имени Гагарина и Шершнёвский лесопарк, пешеходная улица Кирова, парк Алое поле, зоопарк — любимые места отдыха горожан. Центральный район, в целом, изобилует достопримечательностями. Тут находится старейшая улица города, ныне именуемая улицей Труда, на ней располагаются здания XIX века постройки. Также в районе находятся объекты культурного наследия Российской Федерации: дом В. Г. Жуковского, кинотеатр «Знамя», особняк Архипова и многие другие. Здесь же некогда стояла Челябинская крепость, сейчас на её месте исторический музей Южного Урала. В состав района также входит микрорайон Парковый-2. В районе располагается большинство государственных организаций, управляющих областью и городом.

## Статус района
С 2014 г. является муниципальным образованием (внутригородским районом) и имеет свой совет депутатов в составе 20 человек.

## Население
По состоянию на 1 января 2000 года население района составляло 100 тыс. человек, площадь 44 км².
| 1970     | 1979     | 1989     | 2002    | 2005    | 2006    | 2007     |
| -------- | -------- | -------- | ------- | ------- | ------- | -------- |
| 200 740  | ↘161 904 | ↘104 660 | ↘85 487 | ↗89 394 | ↗89 620 | ↗90 083  |
| 2008     | 2009     | 2010     | 2011    | 2012    | 2013    | 2014     |
| ↗90 361  | ↘87 027  | ↗90 918  | ↗91 059 | ↗94 309 | ↗97 730 | ↗99 730  |
| 2015     | 2016     | 2017     | 2018    | 2019    | 2020    | 2021     |
| ↗99 935  | ↘99 884  | ↗100 015 | ↘99 291 | ↗99 403 | ↘98 685 | ↗101 376 |
| 2023     |          |          |         |         |         |          |
| ↘101 285 |          |          |         |         |         |          |

## Основные улицы
- проспект Ленина,
- Свердловский проспект,
- Васенко,
- Воровского,
- Карла Либкнехта,
- Кирова,
- Коммуны,
- Пушкина,
- Свободы,
- Сони Кривой,
- Труда,
- Худякова,
- Энгельса,
- Энтузиастов.

## Образование

### Высшие учебные заведения
- Южно-Уральский государственный медицинский университет,
- Южно-Уральский государственный аграрный университет,
- Южно-Уральский государственный гуманитарно-педагогический университет,
- Южно-Уральский государственный университет.

### Средние специальные учебные заведения
- Челябинский автотранспортный техникум,
- Челябинский радиотехнический техникум,
- Челябинский медицинский колледж.

## Культура
- ОГБУК «Челябинский государственный академический театр оперы и балета им. М. И. Глинки»,
- ОГБУК «Челябинский государственный драматический «Камерный театр»,
- ОГБУК «Челябинская филармония»,
- Челябинский областной реабилитационный культурно-спортивный центр Всероссийского общества слепых,
- МАУДОД «Дворец пионеров и школьников им. Н. К. Крупской»,
- кинокомплекс «Киномакс-Урал»,
- МУК «Кинотеатр «Знамя»,
- ОГБУК «Челябинский государственный музей изобразительных искусств»,
- ОГБУК «Исторический музей Южного Урала»,
- ГКУК «Челябинская областная универсальная научная библиотека»,
- ГКУК «Челябинская областная детская библиотека им. В.В. Маяковского»,
- МКУК «Централизованная библиотечная система города Челябинска» Центральная городская библиотека им. А.С. Пушкина,
- МУК «Центральная городская библиотека им. М.А. Горького».

## Промышленные предприятия
- ПАО «Макфа»,
- ПАО «Челябинский радиозавод «Полёт»,
- ПАО «Хлебпром»,
- ООО «Планар»,
- ООО  «Поликом».